# Leptotes harryphillipsii
Leptotes harryphillipsii es una especie de orquídea epífita de crecimiento cespitoso endémica de la región más seca de la Mata Atlántica al sur de Bahía en Brasil. Son pequeñas plantas que están relacionadas con Loefgrenianthus, Pseudolaelia y Schomburgkia.

## Descripción
Presenta un corto rizoma y pseudobulbos muy pequeños, que imperceptiblemente se extienden en una larga hoja carnosa, cilíndrica, corta y erecta . La inflorescencia es apical, con algunas flores pequeñas abiertas. Las flores suelen ser de color ligeramente rosado a rayas, con los bordes del labio teñido de color púrpura. Los pétalos y sépalos son similares, el labio es trilobulado con los márgenes dentados, y tiene garras que se aferran a los lados de la columna. Esta es breve y tiene seis polinias de tamaños desiguales, cuatro grandes y dos pequeñas.
Pertenece al grupo de hojas cortas con flores más redondeadas y más abiertas, pero más pequeñas. Pueden ser reconocidos por sus pétalos y sépalos poco acanalados y el labelo más alargado. Esta especie es muy similar a la especie Leptotes pauloensis de la cual es muy difícil distinguirla.